# Cas Anvar
Cas Anvar (Regina, Saskatchewan, 1966. március 15. –) iráni származású kanadai színész és író.

## Fiatalkora
Iráni szülők gyermekeként a kanadai Reginában (Saskatchewan) született., és a québeci Montréalban nevelkedett. Angolul, franciául és perzsául is beszél, és valamennyire arabul, urduul és spanyolul is.

## Pályafutása

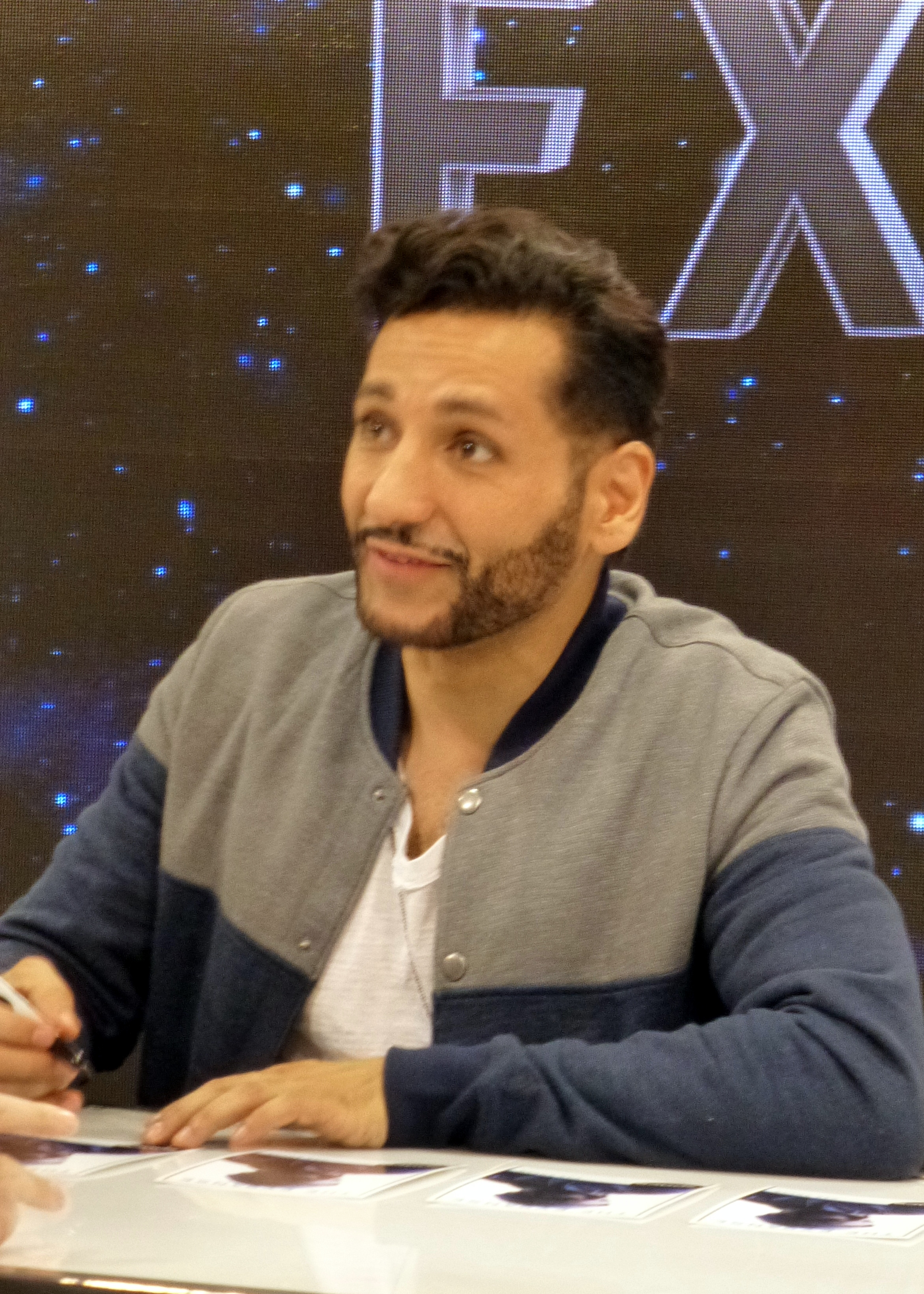
A 2015-ös kanadai Fan Expón.

Egyik legismertebb alakítása Dr. Singh a The Tournament című 17 részes kanadai tévésorozatban. Feltűnt a 2011-ben bemutatott Forráskód című thrillerben is, hangját pedig az Assassin’s Creed: Revelations című népszerű videójátékban kölcsönözte. 2013-ban Naomi Watts oldalán Dodi Fayedet formálta meg Diana című életrajzi filmben, mely Diána walesi hercegnéről szól. 2014-ben A Térség című SyFy tévésorozat első évadjában kapott jelentős szerepet, majd feltűnt a következő két évadban is.. 2016-ban Sanjay Desai szerepét kapta meg a The Strain – A kór című tévésorozatban.

## Fordítás
- Ez a szócikk részben vagy egészben  a   Cas Anvar című angol Wikipédia-szócikk ezen változatának fordításán alapul.  Az eredeti cikk szerkesztőit annak laptörténete sorolja fel. Ez a jelzés csupán a megfogalmazás eredetét és a szerzői jogokat jelzi, nem szolgál a cikkben szereplő információk forrásmegjelöléseként.